# Moord op de tram
Moord op de tram is het vijfde deel van de Nederlandse detectiveserie 'Baantjer Inc.' die vanaf het begin werd verzorgd door Ed van Eeden. Appie Baantjer kwam zelf met het voorstel om de reeks te laten verschijnen onder de naam Baantjer Inc.

## Samenvatting
De twee rechercheurs van deze detectiveserie zijn:
- Oscar Graanoogst. Deze ervaren rechercheur heeft Surinaamse wortels en is getrouwd met Henny. Ze hebben twee dochters Cindy en Blossom en twee zoons Chester en Leroy. Hij werkt vanuit het politiebureau in De Pijp aan de Ferdinand Bolstraat en woont in Almere.
- Hendrick Zijlstra. Een jonge slordig geklede jonge rechercheur met een honkbalpetje. Hij woont niet meer thuis bij zijn moeder, maar is via haar, Emmy Zijlstra-de Cock, het neefje van de beroemdste Amsterdamse rechercheur Jurriaan De Cock.

## Verhaal
Verzekeringsman Willy Bolten uit de Betuwe zit in de Amsterdamse tram 12. Hij ontdekt het lijk van de 23-jarige student Jordi Jongerius. De tram staat stil op het Roelof Hartplein, vlak bij het politiebureau van De Pijp. Het lijk wordt dus een klusje voor Oscar en Hendrick, die vrijwel volledig in het duister tasten. Maar patholoog-anatoom Bertels houdt het na de sectie op een trefzekere beroepsmoordenaar met een lang mes. Wachtcommandant Vera Keizer probeert leiding te geven aan het onderzoek met inzet van zes rechercheurs. Oscar en Hendrick zijn dan al langs geweest bij de jonge weduwe Marja ter Weiden aan de Grote Wittenburgerstraat. Het studentenechtpaar bewoont een luxe huurflat van zeker 1500 euro per maand. Vera Keizer stuurt de twee rechercheurs naar de Taskforce Georganiseerde Misdaad. Ze worden op het hoofdbureau ontvangen door Bruno Koopmans en Nico te Velde, die ze nog kennen van een vorig onderzoek. De twee rechercheurs van het hoofdbureau houden het op een Balkan-crimineel en menen dat het onderzoek dientengevolge snel aan hen zal moeten worden overgedragen.
Getrouwde collega Ingrid van den Bogaert maakt opnieuw een afspraakje op vrijdagavond met Hendrick. Maar dat is net op de dag dat hij naar zijn zus zou gaan en dat ook tante Marretje, de vrouw van Jurriaan de Cock jarig is. Na een kort bezoek aan de verjaardag van zijn tante, waar hij zijn autoritaire oom en diens ex-collega Dick Vledder ontmoet, volgt toch nog een gezellige avondje met Ingrid. Haar opmerking over het kopen van een nieuwe fiets op E-bay, zet Hendrick op scherp. Want in de agenda van Jordi heeft hij afkortingen aangetroffen, die Hendrick nu verbindt aan de Internetverkoop van luxe auto’s. Diezelfde avond heeft Oscar van twee oude kennissen van de Albert Cuypmarkt, Thijs en Herman, een soortgelijk spoor aangereikt gekregen: Autohandel! Op hun vrije zaterdagmorgen gaan Oscar en Hendrick met hetzelfde idee naar het politiebureau. Jordi zocht via het Internet naar luxe auto’s om ze te stelen. De collega’s Latifa Ringeling en Carla van Amerongen hebben zaterdagdienst en helpen mee met bellen. Al snel bezoeken Oscar en Hendrick drie Internetverkopers, van wie de auto is gestolen door proefrijders. Het betreft steeds een jongeman en een jonge vrouw, die achterin zat tijdens de proefrit en misselijk werd. De chauffeur stapte uit om de deur te ontgrendelen en was zijn auto kwijt. De verzekeringsmaatschappijen keerden niet uit. De rechercheurs confronteren de weduwe Marja met de nieuwe feiten en die wordt zo boos dat ze dreigt de politie te roepen. Maar maandagochtend moet ze zich toch al melden op het bureau vergezeld van haar advocaat. Vera Keizer stelt vast dat ze in ieder geval wordt gearresteerd voor de oplichtingspraktijken.
Bij het bekijken van zijn ingekomen mails, onderzoekt Hendrick de camerabeelden van tram 12. Hij herkent positief Otto Dorsman uit Abcoude, gekleed in lederhosen en een veer op zijn hoed, de laatste van de drie bestolen autoverkopers die ze die ochtend nog hebben bezocht. Oscar en Hendrick verhoren Otto Dorsman over de moord in de tram, terwijl hun collega’s door de spiegel meekijken van verhoor-2. Na een zwakke poging zijn aanwezigheid in tram 12 te ontkennen, slaat Otto naar de andere kant door, omdat hij wordt geconfronteerd met het feit dat er goede cameraopnames zijn van de passagiers in de tram. Hij vertelt de twee verbaasde rechercheurs zijn versie van de dode man in de tram. Op het Amstelstation was hij de criminele autokoper Jordi toevallig tegengekomen. Hij liep hem na tot in tram 12 en sprak hem aan. Er ontstond een woordenwisseling, die werd beëindigd toen de tram plotseling snel optrok. De schroevendraaier die Otto in zijn hand had verdween in het achterhoofd van Jordi. Na dit incident verliet Otto pijlsnel de tram. De moord, die geen moord lijkt te zijn, is hiermee opgelost.
Er is een spontane jolige nabespreking in de koffiekamer onder leiding van Vera Keizer. Het dossier van het lijk en de autodiefstallen zijn toch maar snel opgelost. Hendrick gaat zijn “Macedonische” huurmoordenaar netjes opschrijven voor het hoofdbureau. Oscar vertelt zijn verbaasde collega’s dat hij Hendrick meeneemt om bij hem thuis te gaan eten. En daarna gaan ze samen naar de Melkweg. Want daar draait Deejay Pelusa.